# Marques de Souza
Marques de Souza is een gemeente in de Braziliaanse deelstaat Rio Grande do Sul. De gemeente telt 4.122 inwoners (schatting 2009).

## Regionale taal
- Riograndenser Hunsrückisch